# Teófilo Braga
Joaquim Teófilo Fernandes Braga (ur. 24 lutego 1843 roku w Ponta Delgada, Azory, zm. 28 stycznia 1924 w Lizbonie) – portugalski polityk, pisarz i dramaturg. Prezydent rządu tymczasowego Portugalii w latach 1910–1911 po zniesieniu monarchii, następnie drugi prezydent od maja do sierpnia 1915. Działacz Partii Republikańskiej, później Partii Demokratycznej. Napisał między innymi cykl epicki Visão dos Tempos. 